# Modern Combat 5: Blackout
Modern Combat 5: Blackout es un videojuego de disparos en primera persona de 2014 desarrollado por Gameloft Bucarest y publicado por Gameloft. Es la quinta entrega de la serie Modern Combat y la secuela de Modern Combat 4: Zero Hour. Fue lanzado el 24 de julio de 2014 para iOS, Android, Windows Phone 8, Windows 8.1 y BlackBerry 10, el 24 de octubre de 2018 para Windows a través de Steam y para Nintendo Switch el 14 de febrero de 2019. Es el primer juego de la serie desarrollado por Gameloft Bucarest.

## Jugabilidad
La jugabilidad de Modern Combat 5: Blackout es similar a las entregas anteriores de la serie. El jugador puede disparar, agacharse, correr, lanzar granadas, apuntar, recargar sus armas, saltar obstáculos, acuchillar a los enemigos, cambiar/recoger armas y usar habilidades compatibles con la clase equipada. Una nueva característica clave de Modern Combat 5 es la capacidad de elegir clases de soldados que van desde Asalto, Pesado, Francotirador, Reconocimiento, Apoyo, Cazarrecompensas, Zapador, Morph X-1, Comandante y Merodeador. Cada una de las cuales tiene sus propias ventajas y armas diferentes), aunque la clase de un jugador no le impide recoger armas de diferentes clases en el juego. A medida que el jugador continúa en ciertas clases y adquiere una "puntuación de arma", se desbloquean nuevas armas y accesorios para usar tanto en la campaña como en el modo multijugador. Modern Combat 5 es el primer juego de Modern Combat de la serie que utiliza DRM y requiere una conexión a Internet constante para jugar (se requiere una conexión a Internet para la campaña y para el modo multijugador).
Un cambio importante en la campaña de Blackout, en comparación con los títulos anteriores de Modern Combat, es que las misiones son más cortas. Una misión puede durar de cinco a diez minutos, notablemente menos que las misiones de las entregas anteriores. Modern Combat 5: Blackout también presenta aliados, personajes que siguen al jugador y que a menudo se unen durante los conflictos.
Al igual que Zero Hour, las misiones de campaña en Modern Combat 5: Blackout varían en estilo. El juego es principalmente un juego de disparos en primera persona, pero las misiones incluyen el control de torretas en barcos, helicópteros e incluso drones.

### Multijugador
El modo multijugador de Modern Combat 5 es similar al de otros shooters en primera persona. Las armas se transfieren de las campañas de los jugadores. Los jugadores también pueden formar "escuadrones", una característica nueva en la serie Modern Combat. Otra característica nueva es el chat privado, que permite chatear entre los miembros del escuadrón. Actualmente hay 7 modos: Todos contra todos, Batalla en equipo, VIP, Capturar la bandera, Asalto, Control de zona y Carga. Hay 9 mapas, que van desde canales de Venecia y sitios de construcción hasta mapas de oficinas y hangares militares. También hay un modo battle royale que se agregó al juego en modo beta después de la actualización 27.

## Recepción
El juego recibió críticas mayoritariamente positivas de los críticos. La versión iOS tiene una puntuación total de 79 sobre 100 en Metacritic basada en 17 reseñas. Los críticos elogiaron las imágenes y el sonido del juego, pero criticaron la lentitud del juego y los problemas de rendimiento. Una reseña de TechRadar explica que la campaña es impersonal. Su reseña fue de 3.5 de 5 estrellas. Sin embargo, otra reseña de GamesLover explicó que la campaña es demasiado repetitiva y aburrida, dándole al juego una de cinco estrellas.